# Ошуканці дійсно нечесні?
Ошуканці дійсно нечесні? (англ. Are Crooks Dishonest?) — американська короткометражна кінокомедія режисера Гілберта Претта 1918 року.

## Сюжет
Двоє шахраїв обманом видурюють гроші у людей в парку. Але самі виявляються обмануті дівчиною.

## У ролях
- Гарольд Ллойд — Гарольд
- Бібі Данієлс — дівчина
- Снуб Поллард — Снуб
- Вільям Блейсделл
- Семмі Брукс
- Вільям Гіллеспі
- Хелен Гілмор
- Лью Харві
- Гас Леонард